# Municipio de Big Meadow
El municipio de Big Meadow (en inglés: Big Meadow Township) es un municipio ubicado en el condado de Williams en el estado estadounidense de Dakota del Norte. En el año 2010 tenía una población de 27 habitantes y una densidad poblacional de 0,29 personas por km².

## Geografía
El municipio de Big Meadow se encuentra ubicado en las coordenadas 48°34′59″N 103°6′5″O / 48.58306, -103.10139. Según la Oficina del Censo de los Estados Unidos, el municipio tiene una superficie total de 92.96 km², de la cual 90,36 km² corresponden a tierra firme y (2,8 %) 2,6 km² es agua.

## Demografía
Según el censo de 2010, había 27 personas residiendo en el municipio de Big Meadow. La densidad de población era de 0,29 hab./km². De los 27 habitantes, el municipio de Big Meadow estaba compuesto por el 100 % blancos. Del total de la población el 0 % eran hispanos o latinos de cualquier raza.